# Paratheria
Paraneurachne  es un género de plantas herbáceas,  perteneciente a la familia de las poáceas. Es originario de África, Madagascar, Cuba, Brasil.

## Especies
- Paratheria glaberrima
- Paratheria prostrata Griseb.